# プラタープ・シング (メーワール王)
プラタープ・シング（Pratap Singh, 1540年5月9日 - 1597年1月19日）は、北インドのラージャスターン地方、メーワール王国の君主（在位：1572年 - 1597年）。

## 生涯

### 即位まで
1540年5月9日、メーワール王国の君主ウダイ・シング2世の息子として、パーリガルで誕生した。
1568年、メーワール王国はムガル帝国により首都チットールガルを奪われたが、父ウダイ・シング2世はウダイプルを拠点に戦闘を続けた。
1572年2月、父ウダイ・シング2世が死亡したことにより、王位を継承した。

### ムガル帝国との戦い
プラタープ・シングの即位時、チットールガルとその周辺の領土は帝国に奪われていたが、ウダイプルと大部分の丘陵地はメーワール王国の支配下にあった。彼は帝国から自身の領土を奪還しようと試みた。
プラタープ・シングは皇帝アクバルから帝国の宗主権を受け入れ、自ら忠誠を誓うように説得された。彼のもとにはマーン・シング、バグワント・ダース、トーダル・マルなどの使節が送られた。
プラタープ・シングは使節を丁重にもてなし、一時は妥協することも考えたものの、誇りだ高き彼は自らアクバルのもとへは赴かなかった。代わりに自身の息子アマル・シングにアクバルから与えられた服を着せ、バグワント・ダースに同行させて宮廷へ派遣した。彼自身が宮廷に赴かなかったこと、加えて帝国がチットールガルを返還する意思を見せなかったため、両者は最終的な合意には達しなかった。
1576年初頭、アクバルはアジュメールに進軍し、マーン・シングに5000騎を率いてメーワール王国へ遠征するように命じた。プラタープ・シングはこれを予想しており、王国の全領域を荒廃させていた。そのうえ、丘陵地帯のすべての峠は要塞化されていた。
同年、プラタープ・シングとマーン・シングの軍勢は、クンバルガル（クンバルメール）に通じる狭い峠ハルディーガーティーで激突した（ハルディーガーティーの戦い）。メーワール軍は奮戦し、一時は帝国軍を混乱に陥れた。だが、アクバル自身が率いてきた援軍が到着し、不利を悟ったプラタープ・シングはアラーヴァリー山脈地帯へ逃走した。
こののち、プラタープ・シングは正々堂々の戦いを挑まず、ゲリラ戦を展開して抵抗した。ハルディーガーティーにおける敗戦はプラタープ・シング自身の戦意を弱めることはなかったが、独立を守るという大義はすでに失われ、ラージプートの大部分は帝国に帰順していた。ラージプートの諸国は強大な帝国に小国が独立を維持することは不可能であることを悟っていたうえ、アクバルは諸国に自治を許していた。
プラタープ・シングは強大な帝国に対して、他のラージプート諸国の援助もなく戦い続けた。帝国は容赦のない圧力をかけ、プラタープ・シングを支持してきたバーンスワーラー、ドゥーンガルプル、シローヒーなどを侵略した。その後、これらの国々とは個別に条約が結ばれ、メーワール王国に更なる孤立をもたらした。
クンバルガルやウダイプルも帝国軍に占領されたため、プラタープ・シングは妻や子とともに貧窮と苦難耐えながら、谷や森を逃亡する大変な旅を経験した。とはいえ、彼自身に降伏する気は芽生えず、ビール族の首長らのおかげで抵抗を続けることはできた。
その後、1580年代になって、帝国内部でアクバルの改革に抗議してベンガルとビハールで反乱が発生し、これにミールザー・ハキームが呼応し、パンジャーブに侵攻してきた。そのため、1585年にアクバルはラホールに移動し、北西部の情勢を見守るためにその地を首都とした。
1585年以降、メーワール王国に帝国の遠征軍が派遣されることはなかった。プラタープ・シングはこの有利な状況を見て、クンバルガルやチットールガル周辺の領土をはじめ王国領の大半を奪還したが、チットールガル自体の回復はできなかった。この時期、ドゥーンガルプルの近くに新首都チャーヴァンドが建設された。

### 死とその後

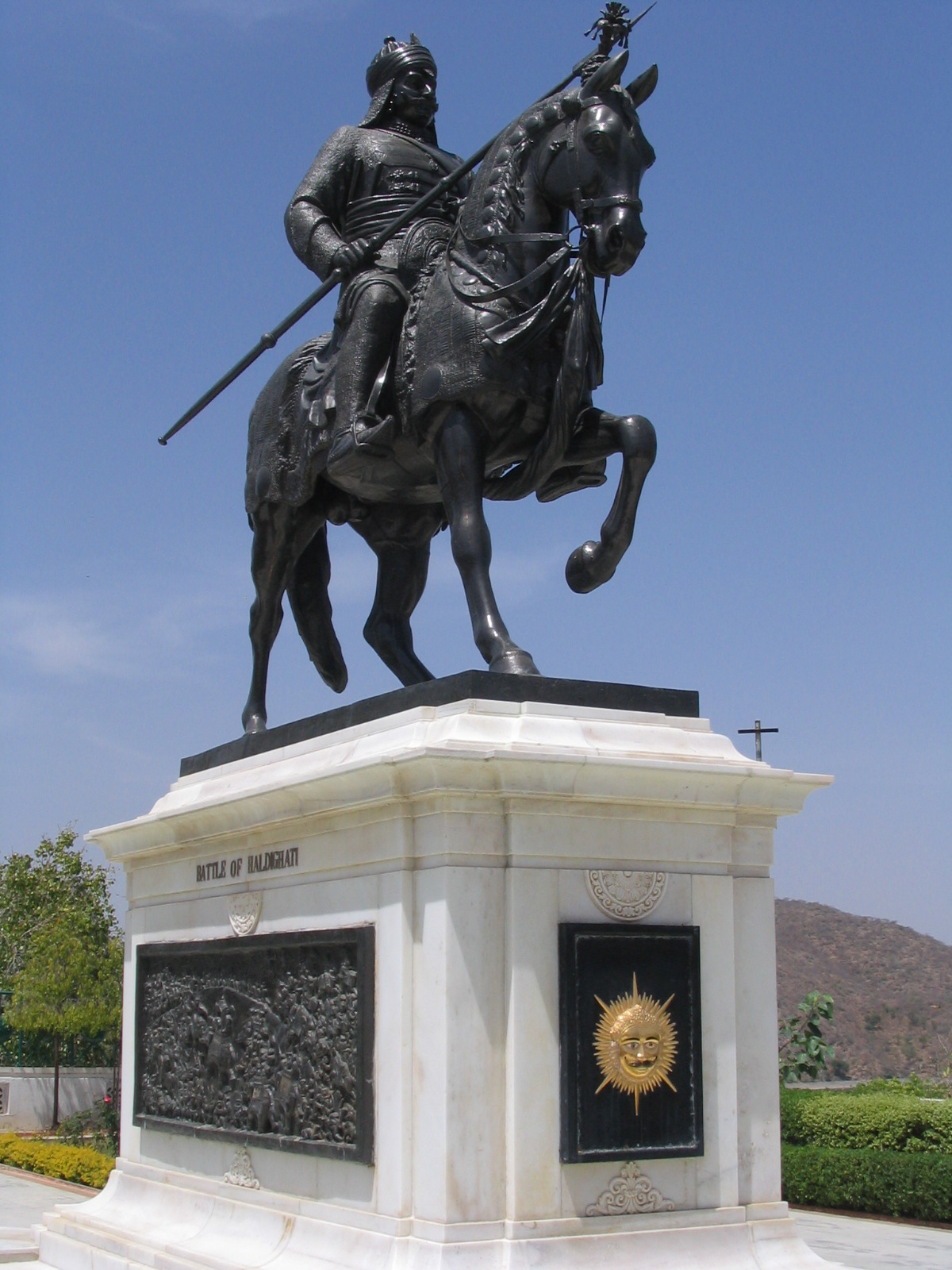
プラタープ・シング像（ウダイプル）

1597年1月19日、プラタープ・シングはチャーヴァンドで死亡した。堅い弓を引こうとしたときに受けた内傷が原因だっという。晩年はチットールガルに隣接する山岳からチットールガルを見つめては涙を流したとされている。
プラタープ・シングの勇気と心に抱いた主義のために自己を犠牲にして戦い続けた人生とその精神は、今でもなお武勇譚として語り継がれている。
プラタープ・シングはチットールガルを奪還するまでは、一枚の木の葉で食事をし、藁の寝床で眠り、死ぬまでそれを続けたという。彼の王国解放における勇気、英雄的行為、筆舌しがたいほどの長く苦難の物語は、今日のラージャスターンの人々が皆知っており、その名を越えるほどの偉大な名はないとされる。
プラタープ・シングの散発的戦法は、アフマドナガル王国の武将マリク・アンバル、そしてマラーター王国の創始者シヴァージーに受け継がれた。